# Majene
Majene ist eine Stadt im Kecamatan Banggae im Regierungsbezirk Majene in der Provinz Westsulawesi, Indonesien. Sie ist Sitz der Bezirksregierung.